# Xalatlaco
Xalatlaco est une municipalité de l'État de Mexico, au Mexique. Elle couvre une superficie de 93,23 km2 et compte 29 572 habitants en 2015.

## Villes et villages
Les localités les plus importantes (villes et villages) sont:
| Nom                            | 2010 Recensement De La Population |
| ------------------------------ | --------------------------------- |
| Xalatlaco                      | 15,043                            |
| Mezapa de la Fábrica           | Sur 1 762                         |
| El Águila (La Mesa)            | 1,413                             |
| San Juan Tomasquillo Herradura | 1,315                             |
| Techichili                     | 1,091                             |
| Morelos (Colonia Morelos)      | De 1 041                          |
| Cuixapa (Coexapa)              | 980                               |
| Cruz Larga                     | 946                               |
| Population totale              | 26,865                            |